# Eichenmühle (Neuhof an der Zenn)
Eichenmühle ist ein Gemeindeteil des Marktes Neuhof an der Zenn im Landkreis Neustadt an der Aisch-Bad Windsheim (Mittelfranken, Bayern). Eichenmühle liegt in der Gemarkung Neuhof an der Zenn.

## Geografie
Die Einöde liegt an der Zenn. 0,7 km südöstlich des Ortes erhebt sich der Hirschberg. Die Staatsstraße 2413 führt nach Trautskirchen (5 km westlich) bzw. an Adelsdorf vorbei zur Staatsstraße 2252 (2,7 km nordöstlich). Eine Gemeindeverbindungsstraße führt nach Neuhof zur Staatsstraße 2255 (2 km südwestlich).

## Geschichte
Im Jahre 1726 wurde von dem Dorfmüller Peter Jordan durch Tausch die 11⁄2 Tagewerk große Eichwiese erworben. 1741 wurde die Mühle auf dem Grundstück errichtet.
Gegen Ende des 18. Jahrhunderts gehörte die Eichenmühle zur Realgemeinde Neuhof. Die Mühle hatte das brandenburg-bayreuthische Kastenamt Neuhof als Grundherrn. Unter der preußischen Verwaltung (1792–1806) des Fürstentums Bayreuth erhielt die Eichenmühle die Hausnummern 101 und 102 des Ortes Neuhof.
Von 1797 bis 1810 unterstand der Ort dem Justizamt Markt Erlbach und Kammeramt Neuhof. Im Rahmen des Gemeindeedikts wurde Eichenmühle dem 1811 gebildeten Steuerdistrikt Neuhof an der Zenn und der 1813 gegründeten Munizipalgemeinde Neuhof an der Zenn zugeordnet (ab 1818: Ruralgemeinde Neuhof).
1976 wurde das zur Mühle gehörige Sägewerk stillgelegt.

## Einwohnerentwicklung
| Jahr      | 001818 | 001840 | 001861 | 001871 | 001885 | 001900 | 001925 | 001950 | 001961 | 001970 | 001987 | 002017 |
| Einwohner | 7      | 9      | 17     | 11     | 12     | 10     | 14     | 20     | 16     | 10     | 10     | 10     |
| Häuser    | 2      | 2      |        |        | 2      | 2      | 2      | 2      | 2      |        | 2      |        |
| Quelle    | [ 10 ] | [ 11 ] | [ 12 ] | [ 13 ] | [ 14 ] | [ 15 ] | [ 16 ] | [ 17 ] | [ 18 ] | [ 19 ] | [ 20 ] | [ 1 ]  |

## Baudenkmal
- Mühle an der Zenn, 1741; zweigeschossiger Bau von drei zu fünf Achsen, Erdgeschoss massiv, verzahnte Eckquader; bis auf Fachwerkgiebel und erstes Obergeschoss verputzt, Gurtband; im Giebel K-Streben, rundbogige Aufzugsluke, Aufzugsschöpfdächlein, Kugel, Fahne; Tür profiliert geohrt, im Sturz „17 P. I. D. 41“ (dazwischen Mühlrad); Fenstergewände und -bänke profiliert, Mühlenteil mit Quergiebeln aufgehöht[21][22]

## Religion
Der Ort ist evangelisch-lutherisch geprägt und bis heute nach St. Thomas (Neuhof an der Zenn) gepfarrt. Die Katholiken gehören zur Kirchengemeinde Maria Namen (Markt Erlbach), die ursprünglich eine Filiale von St. Michael (Wilhermsdorf) war und seit 2019 eine Filiale von St. Johannis Enthauptung (Neustadt an der Aisch) ist.